# Giulio Toniolatti
Giulio Toniolatti (Roma, 15 gennaio 1984) è un rugbista a 15 italiano, già mediano di mischia e tre quarti ala di Aironi, Benetton e Zebre ed internazionale per l'Italia dal 2008 al 2014.

## Biografia
All'età di 9 anni nelle giovanili del CUS Roma Rugby, Toniolatti seguì poi tutta la trafila delle squadre cadette della Capitolina, fino a esordire in prima squadra nel 2003 in serie A1, contro il Pro Recco Rugby, vincendo 19-13. Nel 2006, dopo la promozione, arrivò anche l'esordio nel Super 10, una sconfitta contro Calvisano per 7-28.
Messosi in luce in maglia azzurra nelle selezioni giovanili (l'ultimo incontro con l'Under-21 fu nel 2005), nel 2007 fu selezionato per la Nazionale A, ma alla fine il C.T. Berbizier lo tenne in panchina.
Nel corso dei test match di fine anno 2008 il C.T. della Nazionale Nick Mallett lo fece esordire nell'incontro perso contro l'Australia a Padova per 20-30. Del 2009 è l'esordio nel Sei Nazioni, a Twickenham contro l'Inghilterra.
Nel 2011 è nella lista dei convocati da Mallett per la Coppa del Mondo 2011 in Nuova Zelanda, dove disputa due dei quattro match del girone contro Russia e Stati Uniti, entrambi vinti dall'Italia, segnando due mete.
Nell'estate 2009, dopo la richiesta della Capitolina di abbandonare il Super 10, Toniolatti viene ingaggiato dall'altra compagine della Capitale nel massimo campionato, la Rugby Roma, giocando quasi tutte le partite della stagione regolare.
Nell'estate 2010 viene ingaggiato dalla neonata franchigia italiana degli Aironi per la competere in Celtic League. L'anno successivo passa al Benetton, dove rimane per una sola stagione, prima di approdare alle Zebre, franchigia federale con sede a Parma che sostituisce gli Aironi in Pro12.
Nel 2017, dopo una breve parentesi alla S.S. Lazio, torna a vestire la maglia della Capitolina per la stagione sportiva 2017-18, decidendo così di chiudere la sua carriera da sportivo di rugby a 15 nel proprio club d'origine.